# Karl Bruchhausen
Karl Bruchhausen (* 18. März 1928 in Bruchhausen bei Opladen, heute Leverkusen; † 23. September 1994 in Karlsruhe) war ein deutscher Rechtswissenschaftler und von 1968 bis 1993 Richter am Bundesgerichtshof, von 1985 bis 1993 Senatsvorsitzender. 

## Leben
Bruchhausen wurde 1944 im Alter von 16 Jahren als Flakhelfer eingezogen und erlitt im Zweiten Weltkrieg schwere Verletzungen. Er legte 1946 sein Abitur ab und studierte anschließend in Köln. Zudem promovierte er 1952 über „Das Versetzungsrecht des Arbeitgebers und seine Grenzen“. Sein Referendariat absolvierte er im Bezirk des Oberlandesgerichts Düsseldorf. 
Im Jahre 1955 begann er seine berufliche Karriere als Richter in der für gewerblichen Rechtsschutz zuständigen 4. Kammer des Landgerichts Düsseldorf. Deren Vorsitzender Werner vom Stein sollte sich für seine Laufbahn in der Justiz als wichtige Leitfigur erweisen. Von 1961 bis 1964 war er als wissenschaftlicher Mitarbeiter an den I. Zivilsenat des Bundesgerichtshofes abgeordnet, der sich mit dem gewerblichen Rechtsschutz befasste. Nach der Teilung des Senats 1963 verblieb er im Ia-Senat, auf den die Zuständigkeit für Patentsachen überging. Anschließend war er beim für gewerblichen Rechtsschutz zuständigen 2. Zivilsenat des OLG Düsseldorf beschäftigt, wo er erneut mit Werner vom Stein zusammentraf, der diesem Senat vorstand.  
Im April 1968 wurde er zum Richter am Bundesgerichtshof berufen und dem als Patentsenat bezeichneten, aus dem Ta-Senat hervorgegangenen X. Zivilsenat des Bundesgerichtshofes zugeteilt. Er war zu diesem Zeitpunkt das jüngste Mitglied des Gerichtshofes. Im September 1985 übernahm er den Vorsitz des Senats. Im gleichen Jahr erhielt er einen Lehrauftrag für Patentrecht an der Technischen Hochschule Karlsruhe. Diese ernannte ihn 1993 zum Honorarprofessor. Zugleich endete im März dieses Jahres seine Amtszeit am Bundesgerichtshof. 
Anschließend wirkte er als Vorsitzender Richter des auch für den gewerblichen Rechtsschutz zuständigen 12. Zivilsenats des Oberlandesgerichts Dresden, um beim Aufbau der Gerichtsbarkeit in den neuen Ländern mitzuhelfen. Er starb am 23. September 1994 an den Folgen einer schwierigen Operation.